# Idrees Sulieman
Idrees Sulieman (født Leonard Graham 27. august 1923 i St. Petersburg, Florida – 25. juli 2002 samme sted) var en amerikansk jazzmusiker (trompet), kendt både som tidlig bebop-udøver og for sine mangeårige ophold i Skandinavien.
Efter at have spillet med Fats Navarro i skoledagene, var han i «Carolina Cotton Pickers» (1939-43) og Earl Hines' orkester (1943-44) før han etablerede sig i New York som en del af det gryende bebop-miljø. Her indspillede han flere numre i samarbejde med Mary Lou Williams og Thelonious Monk (1947), og spillede i orkestre under ledelse af Count Basie, Cab Calloway og Lionel Hampton.
Han antog navnet Idrees Dawud ibn Sulieman efter at have konverteret til islam.
Han var bosat i Stockholm (1961-64) og København (1964-82) og spillede bl.a. med Danmarks Radios Big Band under Thad Jones, samt sammen med andre amerikanere der på dette tidspunkt opholdt sig i Europa, såsom Don Byas, Bud Powell og Kenny Clarke. 